# Церква Воздвиження Чесного Хреста Господнього (Ромашівка)
Церква Воздвиження Чесного Хреста Господнього в Ромашівці — парафія і храм православної громади Чортківського деканату Тернопільсько-Теребовлянської єпархії Православної церкви України в селі Ромашівка Чортківського району Тернопільської области.

## Історія церкви
На місці сучасного храму в Ромашівці стояла велика дерев'яна церква Воздвиження Чесного Хреста Господнього, освячена у 1785 році. Її розібрали у 1901 році, щоб на цьому ж місці розпочати будівництво нового мурованого храму.
Освячення нового храму у 1903 році здійснив настоятель парафії священник Тимофій Бачинський. У 1912 році художник Йосип Балевич розписав святиню. Під час 1941–1944 років на церковному подвір'ї впало п'ять бомб, пошкодивши накупольний хрест і вибивши вікна. Вкрадений у цей час дзвін 1932 року пізніше знайшли та повернули.
У 1989 році збудували нову дзвіницю з п'ятьма дзвонами, а у 1999 році оновили розпис храму. У 2003 році парафія урочисто відсвяткувала 100-річчя храму, а у 2005-му встановили новий іконостас.
15 грудня 2018 року храм і парафія перейшли до ПЦУ. 27 вересня 2021 року відбулося повторне освячення храму після відновлювальних робіт, які включали позолочення купола та перештукатурення стін. Богослужіння очолив єпископ Павло.
У храмі зберігається копія чудотворного Почаївського образу Пресвятої Богородиці над Царськими воротами, а також дві старовинні ікони святих апостолів Петра і Павла та Воздвиження Чесного Хреста Господнього. На церковному подвір'ї розташований пам'ятний хрест патріотам України, встановлений у 1930 році місцевим гуртком «Просвіти».

## Парохи
- о. Михайло Снігурович (26 вересня 1919 — 1 жовтня 1923)[3]
- о. Петро Саврій
- о. Тимофій Бачинський
- о. Степан Когутяк
- о. Мирослав Плецан[4]
- о. Леонід Миколаїв
- о. Роман Шлапак
- о. Йосип Смішок
- о. Степан Шиголь
- о. Василь Марчишак
- о. Богдан Єдинак (від 1985 донині)